# 재일 조선인 문학
재일 조선인 문학(在日朝鮮人文學)은 일본에 거주하는 조선계 일본인이 쓴 문학 작품으로, 주로 메이지 시대 이후의 문학에 대해서만 사용된다.

## 역사

### 재일 조선인 문학의 시작
현대 일본에서 재일 조선인이 쓴 문학 작품으로는 1883년 이수연이 쓴 작품을 들 수 있고, 한문을 중심으로 쓰였다. 이수연은 조선 정부 사절단의 수행원으로도 일했고, 4년간의 체류 중에 성서를 한국어로 번역·출판하는 일을 했다. 또 이수연은 메이지 사전(1885년)의 편집자 가운데 한 명으로 한음훈의 표기 담당도 맡았다. 그 뒤인 1905년전후에서 1930년에는 유학생들이 거주하면서 한국어로 문학활동을 많이 했다. 친목회회보(1896년)로부터 학지광(1914년 - 1930년)까지 6종·100권 남짓이 출판되었고 이광수, 최남선, 전영택 등 당시 일본의 유학생들은 국권 회복·구습 타파 등을 목적으로 한국어 소설, 시, 수필 등을 발표했고, 동포 계몽과 한국근대문학의 창조에 자신의 힘을 바쳤다.
조선에 자연주의의 문학 사조를 도입하려고 한 김동인, 주요한 등에 의한 문예잡지 "창조"(1919년), "해외문학"(1927년) 등의 간행도 유학생의 손에 의해 발간되었다. 김소운은 "조선 민요집"을 시작해서 조선 동요, 현대시소개에서 활약했다.
조선인이 일본어 문학 활동을 실시하게 된 것은 1920년대에 일본에 프롤레타리아 문학 활동이 활발하게 일어난 시기에 발생했다. 일본의 프롤레라티아 문학 잡지로 작품을 발표한 작가는 정연규, 한식 등이고, 시인으로 김용제, 백철, 강문연 등이 있다. 프롤레타리아 운동이 해체하기 시작했을 무렵에 장혁주는 「아귀도」(1932년)로 일본 문단에 등장했고, 식민치하의 조선 농민의 현실을 문학적으로 표현해서 호평을 얻었지만, 나중에 친일파로 변신하면서부터는 친일 행위에 가담했다.
1939년 가을에 새로운 문학적인 저항자로 김사량이 "빛 가운데로"라는 것에서 등장했고, 이은직의 "ながれ"와 함께 1939년에 제10회 아쿠다가와 상 후보가 되었다. 김사량은 특히 뛰어난 작품을 많이 썼고 2권의 작품집("빛 가운데로", "고향")을 섰다(태평양 전쟁중에 검거되어 석방 후 즉시 귀국해, 후에 옌안으로 망명했다. 나중에 북한으로 작가 활동을 하다가, 한국 전쟁중에 행방 불명되었다). 홍종우의 장편 소설 "월은산", 한식의 시집 "고려마을" 등이 간행되었다. 1940년부터 1942년에 "예술과"(일본 대학 예술과발행)에서 공부하고 있던 김달수, 이형직 등 젊은 세대가 등장했고 일본어를 사용할 것을 강요하는 일본 제국에 대항해서 반일제주의를 문학적으로 승하시켰고 재일한국인 문학자의 다양한 투쟁의 기초를 의식적으로 열게 만들었다.
일제 식민지 지배에 의해서, 형성된 재일 조선인의 손에 의한 문학 작품으로 재일 조선인 문학은, 이 시기에 형성되었다.

### 제2차 세계 대전 이후
일본의 식민지배로 형성된 재일 조선인의 손에 의한 문학의 개화는, 제2차 세계 대전이 종전되면서 1945년 8월 15일이후에 출현했다. 종전직후에 "민주조선", "조선문운"이라는 잡지가 간행되었고, 김달수, 이형직, 박원준, 장두식, 윤자원, 시인 미순, 허남기등이 눈부시게 활동했다.
김달수는 "현해탄"(玄海灘, 1954년)으로 해방전 조선인 지식인의 민족적인 자각을 묘사했고 일제의 식민지 통치의 비인간성을 표출하고 있다. 장두식의 "어느 재일 조선인의 일기"(ある在日朝鮮人の記録, 1966년)를 발표했다. 재일 조선인의 고난으로 가득 찼다고 여겨지는 생활사를 자신의 손으로 기록하기 시작했다. 1960년대에 걸쳐서 이형직의 "표류", 김석범의 "까마귀의 죽음"(鴉の死, 이 테마는 "화산섬"으로 인계되었다), 김달수의 "태백산맥"등, 민족분단의 근원으로의 추급이 자립되었다.
1960년대말에서 1970년대초반에 걸쳐서 이회성, 김학영, 고사명, 김태생, 정승박, 정귀문, 유광석, 이춘목, 양석일, 시인 김시종, 갑유인, 비평가 안우직, 윤학준등이 등장했다. 이회성은 1972년에 "다듬이 질을 하는 여자"(砧をうつ女)로 제66회 아쿠다가와 상을 수상했고 재일한국인 2세의 민족적 주체 확립과 조국통일운동으로의 참여를 테마로 활동을 계속했고 그것들은 장편 소설 "이루지 못한 꿈(見果てぬ夢)"(1979년)으로 결실을 맺었다.
1980년대에 들어가면서 이승옥, 김병두등은, 민족분단의 상흔이나 민주화 투쟁을 그린 한국 문학의 번역・소개를 정열적으로 그려냈다. 새롭게 등장한 이양지(1989년에 "유희"로 제100회 아쿠다가와 상을 수상함), 이기승(1985년에 "제로한"(ゼロハン)으로 군조 신인 문학상을 수상함)등은, 일본뿐만이 아니라 조국을 생각해서 한국을 포함해서 자아 의식에서 자유에 있어서 특히 감정적으로 고난한 재일 조선인 2세의 이중적 소외감을 묘사했다. 시인인 최화국은 1985년에 "묘담의"로 제35회 H씨 상을 수상했다.

### 재일 조선인 문학의 다양화
1980년대에서 1990년대에 걸쳐서 재일 조선인 문학 세계에 다양하고 의미가 큰 변화의 시대가 펼쳐졌다. 첫 번째는 정치적인 관계이다. 1980년 5월 대한민국에서 일어난 군사 쿠테타는 재일 조선인 사회에 큰 영향을 미치지 못했었다. 1982년, 김달수 등의 3명이 고향에 성묘하러 갈 목적으로 일본에서 한국으로 출국했지만, 이것은 전두환 정부를 용인하는 것과 같이 논의를 불러 일으켰다.
그러나 1987년의 노태우 6・29 민주화 선언으로 한국 사회가 민주화로 크게 발전했고, 1988년의 서울 올림픽 개최에 따라서 국제적인 지위가 높아짐에 따라서 지위적으로 한국과 동등하게 대하는 방법이 달라졌다. 김석범은 편수가 많은 책인 『화산도』(火山島)의 완성을 위해서 제주도를 방문했고, 1998년에 전체 7항을 완결했다(이 작품은 1984년에 제11회 오사라기 지로 상, 1998년에 마이니치 예술 상을 수상함). 이회성은 김대중 정권이 출범한 뒤에는, 국적을 한국 국적으로 바꿀려고 해서 화제가 되었지만, 작품에서는 자신이 태어난 고향인 사할린섬을 방문해서, 구 소련에 거주하고 있는 사할린 한인의 역사를 그린 "유역으로"(流域へ, 1992년)나 장편 소설 "백년의 여행자들"(百年の旅人たち, 1994년)을 발표했다.
이러한 제1세대, 제2세대의 작가들이 고국과 관련된 일이 있는 경우는 그다지 많지 않고, 다음 세대는 그것과는 또 다른 조국과의 갈등을 펼쳐졌다. "ナビ・タリョン"(1982년)라는 소설에서는 사회에 데뷔하고 장래를 촉망받은 이양지는, 서울에서 유학하고 그 체험을 바탕으로 "유희"(1988년)를 쓰고, 조국이 자신의 나라 일 수가 없었던 재일 유학생의 갈등을 그렸다.
그녀는 이 작품을 통해서 1988년도 하반기에 아쿠다가와 상을 수상했고, 한층 더 미래가 기대되었지만 장편 소설 "돌의 소리"(石の声)을 집필 중에 아깝게도 37세에 사망했다. 이양지의 다음 세대인 사기사와 메구무도 조모의 고향인 한국에 어학을 유학하고 자신의 체험을 바탕으로 쓴 수필인 "개나리도 꽃, 벛꽃도 꽃"(ケナリも花、サクラも花, 1994년)을 발표했지만, 이것은 큰 곳과 작은 곳이 있는 장소를 찾아낸다. 다만, 그녀의 경우는 자기 자신이 한국인의 피를 이어받은 것이 문단에서 먼저 성공을 거둔 후에, 스스로 작품 집필을 위한 취재 도중에 생겨난 경우도 고려할 필요가 있다.
한가지 변화로 세대 교체로 이어졌다. 과작 작가로 활동하던 김학영은 "향수는 끝나고 우리들은-(郷愁は終り、そしてわれらは―, 1983년)을 쓴 뒤에 1985년에 자살했다. 다음 해인 1986년에는 재일 조선인 1세대 작가로 활동하던 김태생이 사망하고 1988년에는 허남기가, 1997년에는 김달수가 사망했다. 한편으로는, 상기한 바와 같이 이양지나 사기사와 오구미, 리기승, 원수일, 김중명, 유미리, 현월이라고 하는 재일 조선인 신세대 작가가 등장했다. 그 중에서 유미리는, 1992년에 최연소로 기시다 쿠니오 희곡상을 수상했고, 1994년에는 "돌에서 헤엄치는 물고기"(石に泳ぐ魚)를 발표하고, 소설가로 데뷔했다. 
또 "풀하우스"(フルハウス)라는 작품으로 이즈미 교카 문학상(泉鏡花文学賞)・노마 문예 신인상(野間文芸新人賞)을 수상했다. 그리고 "가족 시네마"(家族シネマ)로 1996년 하반기에 아쿠다가와 상을 수상하는 등, 활약이 두드러지게 나타나고 한국에서도 커다란 주목을 이끌어 냈다. 또 현월도 "蔭の棲みか"로 1999년 하반기에 아쿠다가와 상을 수상하고 관심을 모았다. 세대는 다르지만 "택시 드라이버의 일지"(タクシードライバー日誌, 1984년)로 주목을 받은 양석일은 "族譜の果て"(1989년), "피와 뼈"(血と骨, 1996년)등으로 장대하고 굉장한 가족사(재일 조선인의 역사) 작품을 발표했다. 시인 종추월, 가인 이 마사코, 평론가 강수차 등이 등장하고, 임전혜는 오랜 세월의 연구 결과를 박사 학문인 "일본에 있어서의 조선인 문학사-1945년부터"(日本における朝鮮人の文学の歴史―1945年まで, 1994년)를 발표했다.
재일 조선인 사회 혹은 그것을 파악하는 시선이 점점 변하고, 재일 조선인 문학도 세대를 거듭 변함에 따라서 다원화하고 있다. 작가 중에는 "재일"이라는 것이 개인적으로는 중요한 주체성에만 한정적으로만 쓰이는 경우가 꼭 아닌 단어가 되었기 때문인 것이다. 1980년대, 1990년대에 더욱더 현저하게 되었다. 
예를 들면 강신자의 "극히 보통의 재일 조선인"(ごく普通の在日韓国人, 1987년)에서는 기존의 재일론과 다른 생각을 나타낸 재일 조선인 사회에서 작은 파문을 일으켰지만, 2000년대의 문학세대 "GO"로 2000년 상반기에 나오키 상을 수상한 가네시로 가즈키(金城一紀)의 경우, 자기 자신을 "재일"로는 생각하지 않고 "한국계 일본인"(コリアン・ジャパニーズ)과는 별개로 한국과 일본 어느 곳에도 속하지 않은 자유를 요구했다. 또, 김윤규(일본 이름; 다치하라 마사유키(立原正秋))나, 김봉웅(일본 이름: 쓰카 고헤이(つかこうへい))등을 어떻게 파악하느냐에 따라서 의미가 나뉘어 있다. 이 세대의 대두로 보다 이미 재일 조선인 문학과 같이 있던 하나의 주체성을 기초로 정의를 짓거나, 속문주의나 속국주의와 함께 있던 이분법으로 분류하는 것은 곤란하다고 하는 의미가 주류를 이룬다.

## 재일 조선인 문학의 지위
일본어로 표기된 재일 조선인 문학은, 자민족의 언어는 아니라고 하는 이유를 위해서 한국 문학인지 일본 문학인지 하는 문제가 재일 조선인 자신 중에서는 아직 제기되지 않았다. 이것은 민족과 문학, 언어와 문학을 둘러싼 많은 문제가 내재되어 있지만, 1945년 이후로 일본어로 된 한국인 작가의 작품은 "조선 민족 문학인 동시에 일본 문학의 하나"(朝鮮民族の文学であると同時にまた日本文学の1つ)라고 하는 넓은 시점의 평가가 문학 국적은 그 언어에 귀속된다고 하는 생각으로 구속될 것도 없지 않고, 민족적으로는 한편 국제적인 확대의 아래에서부터 새로운 변화와 함께 유지되어 오면서, 작가의 각시점에서 재일 조선인으로 사는 자세와 의미 등 조국이나 동포 조직과의 관련 등이 문제로 대두되면서, 뛰어난 업적을 많이 나타내면서 오늘에까지 이르고 있다.